# Salenioida
Ordre
Les Salenioida sont un ordre d'oursins. Ils ne contiennent qu’une seule famille vivante : les Saleniidae.

## Caractéristiques
Les Salenioida sont des oursins réguliers : leur test (coquille) est de forme ronde, la bouche (« péristome ») est située au centre de la face orale (inférieure) et l'anus (« périprocte ») à l'opposé (au sommet du test, appelé « apex »), avec les orifices génitaux et le madréporite. Chez cet ordre cependant, l'apex est entièrement recouvert d'une large plaque suranale bien caractéristique (qui se trouve aussi chez les Acrosaleniidae, mais formée de plusieurs plaques). Les plaques interambulacraires portent chacune un unique tubercule primaire, très volumineux, et quelques tubercules scorbiculaires ; les ambulacres sont très étroits et portent de tout petits tubercules secondaires non perforés.

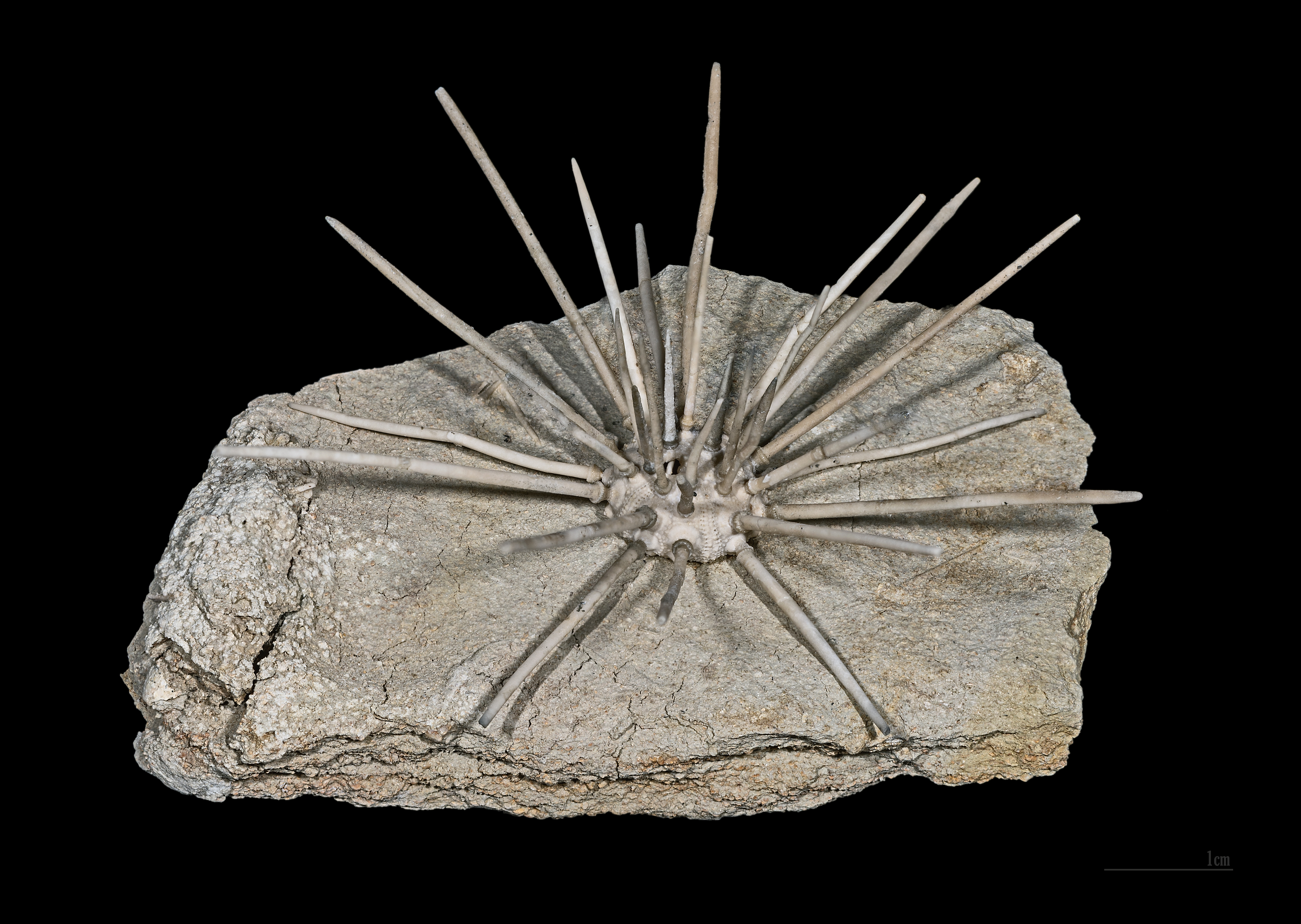
Fossile d’Acrosalenia hemicidaroides
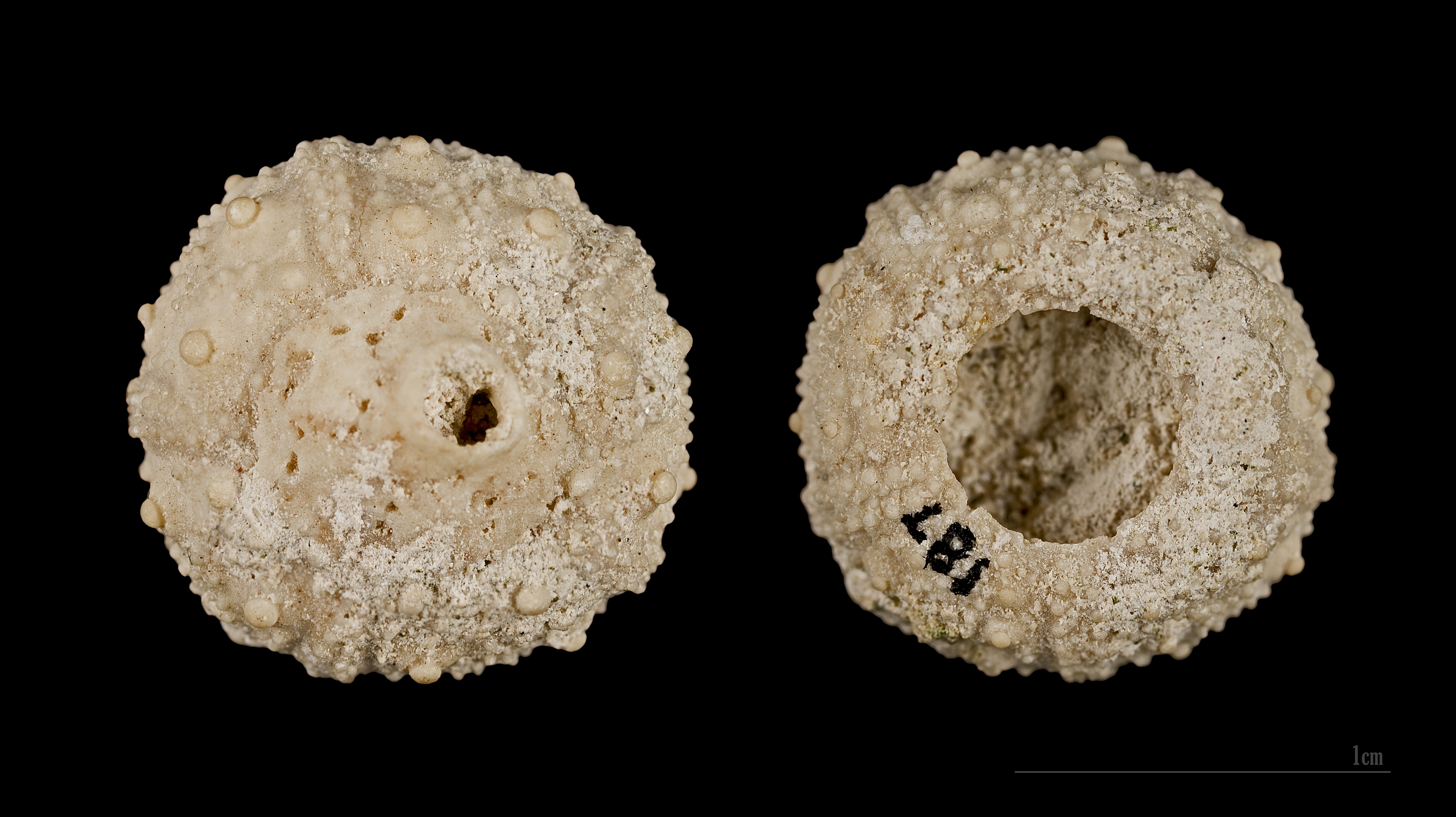
Fossile de Salenia petalifera, Muséum de Toulouse
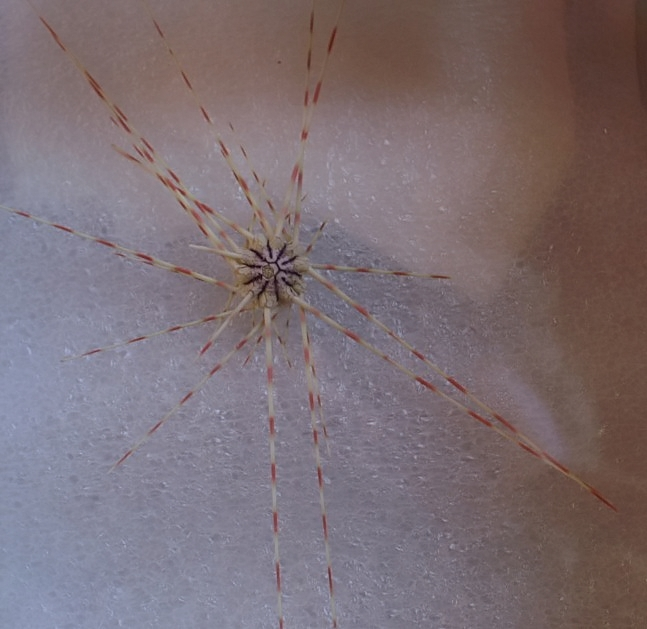
Bathysalenia goesiana

## Évolution
Cet ordre est apparu au Jurassique.

## Liste des familles
Selon World Register of Marine Species (8 octobre 2013) :
- famille Saleniidae L. Agassiz, 1838 -- 3 genres actuels
- famille fossile Acrosaleniidae Gregory, 1900 †
- famille fossile Goniophoridae Smith & Wright, 1990 †
- famille fossile Hyposaleniidae Mortensen, 1934 †
- famille fossile Pseudosaleniidae Vadet, 1999b †
- genre fossile Wrightechinus Smith, 2016 †